# Strongylognathus emeryi
Strongylognathus emeryi là một loài côn trùng thuộc họ Formicidae. Đây là loài đặc hữu của Ý.